# シティ・オブ・ゴッド
『シティ・オブ・ゴッド』（ポルトガル語: Cidade de Deus、英語: City of God）は、2002年に製作されたブラジルの映画である。フェルナンド・メイレレスと共同監督のカティア・ルンドが、パウロ・リンスの同名小説（日本語未訳）を脚色して映画化した。
2002年カンヌ国際映画祭特別招待作品。2004年アカデミー賞において監督賞など4部門にノミネート（なお、アカデミー監督賞には共同監督のカティア・ルンドはノミネートされなかった）。その他多数の映画祭で数々の賞にノミネート、受賞を果たした。
現在でも本作の評価は非常に高く、ブラジル映画を代表する作品となっている。2015年、ブラジル映画批評家協会の『ブラジル映画ベスト100』では8位にランクインした。スティーヴン・ジェイ・シュナイダーの『死ぬまでに観たい映画1001本』にも掲載された。

## 概要
1960年代から1980年代にかけてのリオデジャネイロ、中でも貧困にあえぐファヴェーラと呼ばれるスラム地域を舞台にした、強盗、麻薬ディーラーなどをして金を稼ぐモレーキ（ストリートチルドレン）たちの抗争が、実話を基にして描かれている。原題の "Cidade de Deus" とは、映画の舞台であり現存するファヴェーラの地名である。
派生作品として、テレビドラマ版『シティ・オブ・ゴッド』（原題：Cidade dos Homens, シダージ・ドス・オーメンス、英語題：シティ・オブ・メン）も製作放送され、本作に出演したキャストも幾人か出演している。また、テレビドラマ版の完結話である同タイトルの映画が2008年8月より日本で公開された。

## あらすじ
1980年代、リオデジャネイロ郊外のスラム街「神の街」。鶏を締めて昼食の準備をしていたギャングの前で、1羽の鶏が逃げ出す。銃を手にしたギャングたちは鶏を追って町中を駆け回り、その鶏は、物語の語り手であり主人公でもあるブスカペの前で足を止める。ギャングのリーダーであるリトル・ゼが銃を構えた瞬間、ブスカペは「殺される」と思い、時を遡って自身の幼少期からの回想を始める。

### ■ 1960年代：「優しき3人組」
1960年代の「神の街」は、新設されたばかりの低所得者向け団地で、電気や水道もろくに整備されていなかった。当時はまだ幼かった漁師の息子ブスカペには兄マヘクがおり、仲間のカベレイラとアリカーチと共に「優しき3人組」と呼ばれる小さな盗賊団を組織し、ガス運搬車などを襲って住民に金を分け与え、「貧者のヒーロー」として扱われていた。
この3人組を崇拝していた少年の一人、リトル・ダイス（のちのリトル・ゼ）は、彼らにモーテルを襲撃するよう唆す。メンバーは殺人を禁じる条件で計画に同意し、幼いリトル・ダイスは「見張り」として現場に残される。しかしリトル・ダイスは、銃声を撃ち鳴らして警察が来たと思わせ、3人組を現場から追い出したのち、モーテル内の全員を冷酷に殺害する。
この大惨事により「優しき3人組」は解散。アリカーチは教会に入り、カベレイラは警察との銃撃戦で死亡。マヘクは、リトル・ダイスが、親友でカベレイラの弟でもあるベネと共に隠していた金を奪おうとして返り討ちに遭い、殺害される。

### ■ 1970年代：リトル・ゼの台頭とブスカペの葛藤
数年後、成長したブスカペは仲間と共にマリファナを吸いながら日々を過ごしていた。ブスカペは写真に興味を持ち始め、仲間や憧れの少女アンジェリカを撮影するうちに、カメラマンとしての夢を抱く。しかしアンジェリカに近づこうとする度に、子供たちのグループ「ガキ軍団」に邪魔をされる。アンジェリカはチアーゴと別れていたが、のちにベネと付き合うようになる。
一方、18歳になったリトル・ダイスはリトル・ゼと名を変え、ベネと共に麻薬取引で勢力を拡大し、ほぼ全てのライバルを排除していく。ただ1人の例外が、ベネの友人であるセヌーラだった。リトル・ゼが支配する町は一時的な平穏を迎えるが、再び騒乱の火種がくすぶり始める。リトル・ゼはセヌーラを殺そうとするが、ベネに止められる。一方、ブスカペは「ガキ軍団」のせいでスーパーマーケットの仕事を失い、まともな仕事に就こうとするも失敗に終わる。ブスカペは犯罪に手を染めそうになるが、元陸軍の狙撃手で現在はバスの車掌をしている、心優しき二枚目マネのおかげで思いとどまる。
ベネは犯罪から足を洗い、恋人になったアンジェリカと共に田舎で静かに暮らすことを決意する。送別パーティを開くが、リトル・ゼはその場で気に入った女性と踊れなかったことに腹を立て、彼女の恋人であるマネを侮辱する。かつてリトル・ゼに縄張りを奪われたネギーニュがリトル・ゼを狙撃しようとするが、誤ってベネを射殺。唯一リトル・ゼを抑えていた存在を失ったことで、彼の暴走が始まる。

### ■ 1980年代：復讐と戦争、そして暴力の連鎖
ベネの死後、リトル・ゼはマネの恋人を強姦し、マネの兄と叔父をも殺害。マネは怒りに燃え、セヌーラと手を組んで抗争を開始する。両陣営は「兵士」を集め、リトル・ゼは「ガキ軍団」に武器を与えて味方につける。当初人殺しをしない方針だったマネは、資金調達のための銀行強盗の最中に警備員を殺害してしまう。
この抗争には警察も動き出し、マスコミも報道し始めた。リトル・ゼはマスコミに取り上げられていたマネに嫉妬し、ブスカペに自分たちギャングの写真を撮らせる。ブスカペは命の危険を感じるが、リトル・ゼは「新聞に載る」ことを誇りに思っていた。新聞社で働く女性記者マリーナは、ブスカペの許可なく写真を掲載してしまうが、リトル・ゼはこれを喜び、ブスカペは以後も新聞社で働くことになる。
物語は再び冒頭の、逃げた鶏を追っていたリトル・ゼのギャングとブスカペの対峙の場面へ戻り、そこにマネとセヌーラのギャング団が現れ、銃撃戦が始まる。マネはリトル・ゼの仲間のチアーゴを殺すが、マネの手によって父親が殺されるのを目撃した銀行警備員の息子、オットーに殺される。警察が介入し、リトル・ゼとセヌーラを逮捕するが、警察はリトル・ゼの金だけ奪って彼を釈放。ブスカペはこの一部始終をカメラに収める。
その直後、「ガキ軍団」の子どもたちがリトル・ゼを取り囲み、かつて仲間を殺された復讐としてリトル・ゼを銃殺。ブスカペはその死体を撮影し、警察の腐敗を暴露するよりも、自身の将来のためにリトル・ゼの死の写真だけを新聞に提供し、写真家としてのキャリアを掴む。
物語のラスト、「ガキ軍団」の子どもたちは新たな犯罪帝国を築くことを語り始める。暴力の連鎖は止まることなく、再びスラムを覆っていく。

## 主要キャスト
役名の表記は英語優先とし、続いて括弧内にブラジルポルトガル語を記す。
- Buscape（ブスカペ、Buscapé） - Alexandre Rodrigues（アレシャンドレ・ホドリゲス）
  - ギャングや拳銃が苦手な心優しい少年。写真が好きで、記者として下働きから地道に新聞社で働く。アレシャンドレは学校の舞台や短編映画に出演していた所を抜擢された。短編映画ではヴァポール2、テレビドラマ版ではセリアードを演じている。
- Li'l Ze（リトル・ゼ, Ze Pequeno: ゼ・ペケーノ） - Leandro Firmino da Hora（レアンドロ・フィルミノ・ダ・オーラ）
  - ダヂーニョの成長した姿。名前の意味は「小さなジョゼ」。ゼはジョゼを省略した呼称。ファヴェーラを一手に牛耳ろうとしてセヌーラと対立する。レアンドロは本作で俳優としてデビュー。短編映画でもディーラーのボス役で出演している。ちなみにレアンドロはリトル・ゼの凶暴な性格とは正反対の性格で、普段はとても温厚な人物である。そのため、リトル・ゼが子供を虐待するシーンでは心を痛めたという。
- Li'l Dice（リトル・ダイス, Dadinho: ダヂーニョ、幼少時のリトル・ゼ） - Douglas Silva（ドゥグラス・シゥヴァ）
  - 街一番のギャングを夢見る子供。あだ名の意味は「小さいサイコロ」。“心優しき3人組”とモーテル襲撃を企てたが失敗し他の街を転々とする。ドゥグラスは演技力と努力が認められ抜擢された。なおドゥグラスは、この映画の予行演習として撮られた短編映画及びテレビドラマ版では、Darlan Cunha（ダーラン・クーニャ）演じるラランジーニャ（小さなオレンジの意）のコンビ（相棒）であるアセロラを演じた。
- Cabeleira（カベレイラ） - Jonathan Haagensen（ジョナタン・アージンセン）
  - “心優しき3人組”のリーダー格。あだ名の意味は「ロン毛」「爆発した髪」。ジョナタンはフェリペの兄で数多くの舞台を経験。短編映画ではマドゥルガダォンを演じている。
- Bene（ベネ、Bené） - Phellipe Haagensen（フェリピ・アージンセン）
  - リトル・ゼのコンビで親友。カベレイラの弟。フェリピはジョナタンの弟。テレビドラマ版ではエスペトを演じた。
- Mane（マネ、Mané） - Seu Jorge（セウ・ジョルジ）
  - 退役軍人で射撃のエキスパート。バスの車掌だったが、リトル･ゼに家族を殺された恨みからセヌーラ一派に加わり、幹部の一角にまでなる。通称二枚目マネ。演じるセウ･ジョルジは俳優でもあるが、サンバやファンク、ソウルをミクスチャーしたバンド、ファロファ・カリオカの元リーダー。現在はソロで活躍。日本でもCDが出ており、2005年にも来日した。
- Cenoura（セヌーラ） - Matheus Nachtergaele（マテウス・ナッチェルガエリ）
  - リトル･ゼと敵対するグループのリーダー。マテウスは1997年のブラジル映画『クアトロ・ディアス』でデビュー。その後『セントラル・ステーション』など数本の映画作品に出演、主演男優賞なども受賞している。
- Angélica（アンジェリカ） - Alice Braga（アリシー・ブラガ）
  - 街一番の美人で学生時代のブスカペの憧れの人。チアーゴの彼女だったが後にベネの彼女になる。アリシはアメリカで活躍しているソニア・ブラガの姪。98年に映画デビュー、本作で2作目の出演。なお、同監督のカナダ・日本・ブラジル合作映画ブラインドネスにも主要人物として登場している。
- Tiago（チアーゴ） - Daniel Zettel（ダニエゥ・ジッテゥ）
  - アンジェリカの恋人だったが、彼女に振られ麻薬中毒になる。

### 吹き替え
- ブスカペ：小野塚貴志
- リトル・ゼ：大家仁志
- マネ：宮内敦士
- カベレイラ：増田裕生
- ベネ：増田裕生
- セヌーラ：姫野惠二
- ティアゴ：鈴木浩介
- リトル・ダイス：杉本ゆう
- アンジェリカ：本名陽子
- その他の声の吹き替え：竹内順子、阪口周平、伊丸岡篤、前田ゆきえ、奥田啓人、北川勝博、後藤哲夫、平尾仁、下和田裕貴、京井幸、大畑伸太郎、岸祐二、田村聖子、笹田貴之、斉藤貴美子、勝杏里、鶴博幸、吉田浩二、よのひかり、村上あかね、田中英樹、水島大宙

## 製作
フェルナンド・メイレレスは、カチア・ルンドと共同で『シティ・オブ・ゴッド』の監督を務めた。
1997年、パウロ・リンスによる小説『シティ・オブ・ゴッド』が出版された。この小説はたちまち専門家から高く評価され、ファヴェーラ（スラム）の住人たちの生活を独自の視点から文学的に描いた最初の現代小説の一つとして位置づけられた。広告業界の脚本家だったエイトール・ダリアは、この小説を読んだ後、メイレレスに映画化を提案した。メイレレスはサンパウロに住んでおり、リオ・デ・ジャネイロのファヴェーラや麻薬組織についての知識が乏しかったことを理由に当初これを断った。

しかし、共同プロデューサーのアンドレア・バラータ・ヒベイロの後押しもあり、小説を読み進めるうちにメイレレスは考えを改めた。物語に引き込まれた彼は重要な箇所をマークし、キャラクターや舞台のスケッチまで描くようになった。その後、メイレレスは原作者のパウロ・リンスに連絡を取り、広告業界から離れて映画監督に転身したいという真摯な意向を伝えた。リンスは他の監督からも映画化の打診を受けていたが、メイレレスの誠実な姿勢に心を動かされ、最終的に映画化の権利を彼に譲渡する。
「私は、私の人生を一変させ、リオとブラジルの一部を知ることになるプロジェクトを手に入れた。そして、おまけに新しい友人もできた。」— フェルナンド・メイレレス

### 脚本
小説は250人以上のキャラクターを含む壮大な構成であり、メイレレスはどの物語一つに絞って単線的な映画にするという「安易な道」は選ばなかった。代わりに、小説の断片的なエピソードを積み重ねることで、60年代から80年代にかけてのリオにおける麻薬取引の発展という、壮大な「サーガ」を描こうとした。彼はテレビ番組『Oficinas Culturais』で一緒に仕事をしていた脚本家ブラウリオ・マントヴァーニを招いて脚本を依頼。マントヴァーニは当初、小説の構成の複雑さから「メイレレスは狂ったのか」と思ったという。しかし、複数のエピソードを並列させるという映画の方針を理解することで、このプロジェクトに参画するようになった。
1998年、マントヴァーニは初稿を完成させ、翌年、サンパウロのSesc主催の脚本ワークショップで発表された。脚本は高く評価され、アメリカ脚本家協会（WGA）から賞を受賞。その後の改稿を経て、2001年までに第12稿が完成し、撮影が開始された。主要キャラクターの1人、ブスカペは、原作では白人で中心的存在ではなかったが、脚本の段階で重要な語り手に設定され、パウロ・リンス自身をモデルにした黒人のキャラクターへと変貌を遂げた。マントヴァーニは「彼がただの観察者でなく、周囲の危険にさらされる当事者になってほしかった」と述べている。最終稿は俳優たちの即興によってさらに磨かれ、現場で台詞が変わることもしばしばだった。

### キャスティングと俳優指導
『シティ・オブ・ゴッド』の制作には、60人以上の主要キャスト、150人の脇役、2,600人以上のエキストラが必要とされた。その多くが子どもや10代の若者である。メイレレスはリアリズムを追求するため、俳優経験のない若者を起用する方針を取り、リオの複数のファヴェーラでオーディションを実施した。リオの文化施設「フンダサォン・プログレッソ」の協力を得て、2000年に「俳優養成学校」が設立され、2,000人の応募者の中から200人が演技指導を受けた。演技指導は即興を重視し、脚本を読ませることもなかった。演出にはカチア・ルンドや劇団「ノス・ド・モロ」の創設者グチ・フラガも参加していた。2001年2月には俳優指導の専門家ファチマ・トレドが招かれ、主役級の俳優たちの感情表現を引き出す訓練が行われた。例えば、冷酷な麻薬王リトル・ゼを演じたレアンドロ・フィルミーノには、強い怒りの感情を演技に乗せることが求められ、困難なプロセスを要した。

### 撮影
撮影前、メイレレスとルンドは、リオのテレビ局グローボが製作するオムニバスドラマ『ブラーヴァ・ジェンチ』の一編を手がけ、若手俳優たちを起用した短編作品『Palace II』を制作。これは事実上、『シティ・オブ・ゴッド』のパイロット版となった。本作はベルリン映画祭でも上映され、一定の評価を受けた。
本編の撮影にあたって、リオの実際の「シティ・オブ・ゴッド」では治安上の問題が深刻で、ロケ地を他の地域に変更。製作にはグローボ・フィルムスやヴィデオフィルムスが加わった。撮影監督のセーザル・シャルローニは、ドキュメンタリー的な手法を採用し、リアルな雰囲気を優先。映画は3つの時代（60年代、70年代、80年代）を描くため、それぞれに異なる撮影スタイルを設定。60年代は安定したカメラワーク、70年代は持ちカメラ、そして80年代ではそれをさらに強調した手法が使われた。
制作費は約820万レアル。うち15％はブラジル政府の文化奨励金制度を通じて賄われ、残りはメイレレスのO2フィルムズが自費で負担した。撮影は2001年6月19日から8月21日まで、約9週間にわたって行われた。

## 評価
『シティ・オブ・ゴッド』は、2002年を代表する傑作として、ブラジル国内外の批評家から広く絶賛された。アメリカやイギリスを含む国際的な映画メディアでも高く評価されており、ブラジル映画として異例の注目を集めた。レビュー集積サイトのRotten Tomatoesでは91%の高評価を記録し、「リオ・デ・ジャネイロのファヴェーラ（スラム街）の生活を、衝撃的かつ不穏、だが目を離せない魅力で描いた」と評された。また、Metacriticでも33件のレビューに基づき79点を獲得しいる。

### 公開時の批評
ブラジルの有力紙『フォーリャ・ジ・サンパウロ』の評論家ジョゼ・コウトは、「本作は驚異的な活力と、きわめて高度な語りの技術を備えている」と述べ、巧妙に構成された脚本と一貫した演出を称賛した。映画情報サイトOmeleteの評論家エリコ・ボルゴは、「この作品が世界中の観客の目に触れていることを誇りに思う」と述べ、とりわけメイレレス監督の演出を高く評価。「ハリウッドの傑作にも引けを取らない、ポップで革新的な演出だ」と評している。
イギリスでも評価は非常に高く、『ガーディアン』紙のピーター・ブラッドショーは「今年最初の傑作映画」とし、「劇場へ歩いて行くな、走れ」とまで絶賛。Sight and Sound誌は、ブラジルの批評家イスマイル・ザヴィエルによる3ページにわたる分析を掲載し、国際的な批評家たちからの高い評価を裏付けた。配給会社Wild Bunchのヴィンセント・マラヴァルは、イギリスでの成功が他国での公開にも「大きな追い風になる」と述べている。
また、一部の批評家からは、フェルナンド・メイレレス監督がクエンティン・タランティーノやマーティン・スコセッシと比較されることもあった。『フォーリャ・ジ・サンパウロ』のインタビューで本人は笑いながら「スコセッシと比べられるのは光栄だが、ちょっと大げさだ。自分の映画知識は彼らの足元にも及ばない」と謙虚に語っている。
アメリカではニューヨーク・タイムズのスティーヴン・ホールデンが、物語後半のベネ（フェリッピ・ハーゲンセン）の送別会のシーンを「映画でも屈指の見どころ」として取り上げた。ロサンゼルス・タイムズのケネス・トゥーランは「真実味とビジュアルの豪華さが融合した力強いリアリズム作品」と評し、とりわけダニエル・ヘゼンジ（ダニエル・レゼンデ）による編集を「電撃的」と称賛している。また、アメリカのUSAトゥデイ紙の批評家マイク・クラークは、本作が字幕付きで上映されたことに触れ、「字幕を読むのが苦手なアクション映画ファンでさえ、この映画には一度挑戦してみるべきだ」と語っている。映画評論家の ロジャー・イーバートは、この映画に4つ星中4つ星を与え、レビューの中で次のように書いている。「『シティ・オブ・ゴッド』はリオデジャネイロのスラム街のギャングの物語に突入し、猛烈なエネルギーで渦巻いている。息を呑むほど恐ろしく、登場人物に緊迫感を持って関わるこの映画は、フェルナンド・メイレレスという素晴らしい才能と情熱を持った新しい監督の登場を告げるものだ。その名前を覚えておいてくれ。」
群像劇である本作に対し、群像劇の名手として知られる映画監督のロバート・アルトマンは、「フェルナンド・メイレレスがどうやって『シティ・オブ・ゴッド』を作ったのかわからない。とても勇敢で、とても真実にあふれている。今まで見た中で最高の映画だと思う」と述べている。メイレレス自身もアルトマンの作品が自身のキャリアに影響を与えたと述べている。

#### トップ10リスト
本作は、アメリカの批評家による2003年のベスト映画トップ10にランクインした。
- 2位 –シカゴ・サンタイムズ（ロジャー・イーバート）（2002年）
- 2位 –シャーロット・オブザーバー（ローレンス・トップマン）
- 2位 –シカゴ・トリビューン (マーク・カロ)
- 4位 –ニューヨーク・ポスト（ジョナサン・フォアマン）
- 4位 –タイム（リチャード・コーリス）
- 5位 –ポートランド・オレゴニアン（ショーン・レヴィ）
- 7位 –シカゴ・トリビューン（マイケル・ウィルミントン）
- 10位 –ハリウッド・レポーター（マイケル・レヒトシャッフェン）
- 10位 –ニューヨーク・ポスト（ミーガン・レーマン）
- 10位 –ニューヨーク・タイムズ（スティーブン・ホールデン）

### アカデミー外国語映画賞をめくる論争
『シティ・オブ・ゴッド』は2003年のアカデミー賞外国語映画賞において、当時の規定の抜け穴を利用した一部メンバーの行動によりノミネートから外されたとされている。2019年4月に映画研究者ワルデマール・ダレノガレが発表した調査によると、アカデミー内の外国語映画賞選考委員の一部が本作の上映会の途中で退席し、最後まで観ずに低評価を下した結果、映画の評価が10点から6点に急落したという。この行為は当時の規定では許容されており、アカデミー史上初めて上映会が「意図的に空席化」されたケースとされた。この背景には、当時の委員会メンバーの多くが保守的な価値観を持つ中高年の男性で構成されており、セックスや暴力描写に対して厳しい目を持っていたことが指摘されている。そうした価値観に合わない作品に対しては、明確な“芸術的理由”がない限り受け入れられにくかった。このような状況を受けて、配給元のミラマックスはキャンペーンを断念し、翌年（2004年）に改めて本作を通常の部門でエントリーし、結果として撮影賞・監督賞・脚色賞・編集賞の4部門でノミネートされた。しかし、外国語映画賞からは依然として除外されており、その対応に対して再び批判が集まった。この一連の事態を受け、アカデミーは2005年に制度改革の一環として、より多様な作品を公平に選出するために「ショートリスト（事前選出リスト）」制度を導入。その後、2010年代に入っても委員会構成を巡る問題が続き、さらなる多様性確保のため新たなメンバーの追加が行われた。

### 後年の評価
『シティ・オブ・ゴッド』は、その革新的な映像表現と社会的リアリズムにより、ブラジル映画史上もっとも重要な作品のひとつとされている。公開以来、同作は「最高のドラマ映画」「アクション映画」「外国語映画」といったジャンルで、世界中の映画メディアや評論家によるランキングにたびたび登場し、高く評価され続けている。
本作は「ブラジル映画の再興期（レタモーダ）」の集大成とも位置づけられ、後続の映画作品にも多大な影響を与えた。以降、「ファヴェーラ・ムービー（favela movie）」というジャンルが定着し、都市貧困、暴力、麻薬などのテーマをリアルに描くスタイルが一つの潮流となった。
2005年5月、アメリカの雑誌「タイム」は、この映画を史上最高の映画100本の1本に選んだ。 2008年、イギリスの雑誌「エンパイア」は、この映画を史上最高の映画の1つに選び、177位にランクインさせた。 2010年に、エンパイアはリストを再編成し、この映画を世界映画の7番目に優れた映画に置き、キャストの物語と演技を絶賛した。同じ年にガーディアン紙で最優秀アクション映画の6位に選ばれた。 2016年には、BBCによる『21世紀の最高の映画100本』のリストで、38位に選ばれた。 2018年10月、BBCの『外国映画ベスト100』に南米映画として唯一ランクインし、42位にランクインした。
さらにNetflixのドラマ『ルーク・ケイジ』のプロデューサー、チェオ・ホダリ・コーカーは「多くの点で、このシリーズはアメリカの黒人社会が現在議論している問題を扱っていますが、同時に全世界に訴えかけるものでもあります。『シティ・オブ・ゴッド』のような素晴らしい映画で、私たちとは異なる文化を描いていますが、オリジナリティを感じ、物語自体が発するエネルギーを感じることができます。」本作を絶賛し、『ブラックパンサー』で悪役のキルモンガーを演じたマイケル・B・ジョーダンも『シティ・オブ・ゴッド』をキルモンガー役の役作りのインスピレーションの源だと語っており、本作がポップカルチャーに与えた影響は計り知れない。

## 受賞
| 賞                                           | 部門                         | 対象 | 結果       |
| -------------------------------------------- | ---------------------------- | --- | ---------- |
| アカデミー賞                                 | 監督賞                       | フェルナンド・メイレレス | ノミネート |
| アカデミー賞                                 | 脚色賞                       | ブラウリオ・マントヴァーニ | ノミネート |
| アカデミー賞                                 | 撮影賞                       | セザール・シャルローネ | ノミネート |
| アカデミー賞                                 | 編集賞                       | ダニエル・レゼンデ | ノミネート |
| AFI映画祭                                    | 観客賞                       | | 受賞       |
| クリティクス・チョイス・アワード             | 外国語映画賞                 | | ノミネート |
| 英国アカデミー賞                             | 編集賞                       | ダニエル・レゼンデ | 受賞       |
| 英国アカデミー賞                             | 非英語作品賞                 | アンドレア・バラタ・リベイロ、マウリシオ・アンドラーデ・ラモス、 フェルナンド・メイレレス                                                                             | ノミネート |
| 英国インディペンデント映画賞                 | 外国インディペンデント映画賞 | | 受賞       |
| シカゴ映画批評家協会賞                       | 外国語映画賞                 | | 受賞       |
| ゴールデントレーラーアワード                 | インディペンデント外国映画賞 | | 受賞       |
| グランデ・プレミオ・ド・シネマ・ブラジレイロ | 作品賞                       | | 受賞       |
| グランデ・プレミオ・ド・シネマ・ブラジレイロ | 監督賞                       | フェルナンド・メイレレス | 受賞       |
| グランデ・プレミオ・ド・シネマ・ブラジレイロ | 脚色賞                       | ブラウリオ・マントヴァーニ | 受賞       |
| グランデ・プレミオ・ド・シネマ・ブラジレイロ | 撮影賞                       | セザール・シャルローネ | 受賞       |
| グランデ・プレミオ・ド・シネマ・ブラジレイロ | 編集賞                       | ダニエル・レゼンデ | 受賞       |
| グランデ・プレミオ・ド・シネマ・ブラジレイロ | 音響賞                       | ギリェルメ・アイロサ、パウロ・リカルド・ヌネス、アレッサンドロ・ラロカ、アレハンドロ・ケベド、カルロス・ホンク、 ローランド・タイ、ルディ・パイ、アダム・サウェルソン | 受賞       |
| グランデ・プレミオ・ド・シネマ・ブラジレイロ | 主演男優賞                   | レアンドロ・フィルミーノ | ノミネート |
| グランデ・プレミオ・ド・シネマ・ブラジレイロ | 主演女優賞                   | ロベルタ・ロドリゲス | ノミネート |
| グランデ・プレミオ・ド・シネマ・ブラジレイロ | 助演男優賞                   | ジョナサン・ハーゲンセン | ノミネート |
| グランデ・プレミオ・ド・シネマ・ブラジレイロ | 助演男優賞                   | ダグラス・シルバ | ノミネート |
| グランデ・プレミオ・ド・シネマ・ブラジレイロ | 助演女優賞                   | アリシー・ブラガ | ノミネート |
| グランデ・プレミオ・ド・シネマ・ブラジレイロ | 助演女優賞                   | グラツィエラ・モレット | ノミネート |
| グランデ・プレミオ・ド・シネマ・ブラジレイロ | 美術賞                       | トゥーレピーク | ノミネート |
| グランデ・プレミオ・ド・シネマ・ブラジレイロ | 衣装デザイン賞               | ビア・サルガド、イネス・サルガド | ノミネート |
| グランデ・プレミオ・ド・シネマ・ブラジレイロ | メイクアップ賞               | アンナ・ヴァン・スティーン | ノミネート |
| グランデ・プレミオ・ド・シネマ・ブラジレイロ | 作曲賞                       | アントニオ・ピント、エド・コルテス | ノミネート |
| インディペンデント・スピリット賞             | 外国映画賞                   | フェルナンド・メイレレス | ノミネート |
| ラスベガス映画批評家協会賞                   | 外国語映画賞                 | | 受賞       |
| 映画音響編集者賞                             | 外国映画音響編集賞           | マルティン・エルナンデス、ローランド・N・タイ、アレッサンドロ・ラロカ                                                                                                 | 受賞       |
| ニューヨーク映画批評家協会賞                 | 外国語映画賞                 | | 受賞       |
| プリズム賞                                   | 劇場映画賞                   | | 受賞       |
| サテライト賞                                 | 外国語映画賞                 | | 受賞       |
| サウス・イースト映画批評家協会賞             | 外国語映画賞                 | | 受賞       |
| トロント映画批評家協会賞                     | 外国語映画賞                 | | 受賞       |
| トロント国際映画祭                           | ビジョンズ賞 – 特別表彰      | | ノミネート |